# バーソロミュー・シャープ

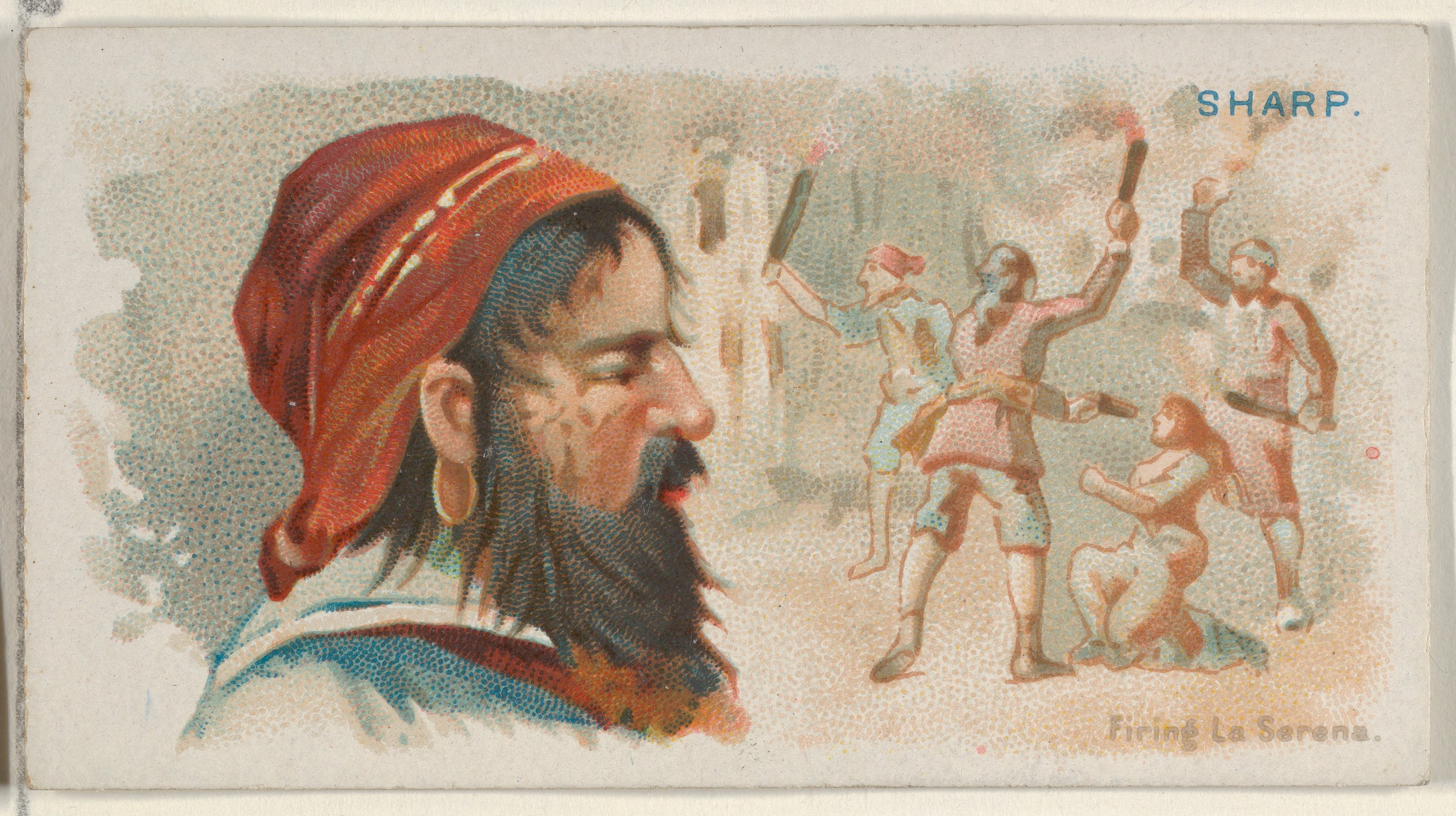
シャープ船長 Allen & Ginterのシガレットカード「Pirates of the Spanish」(N19)シリーズ

バーソロミュー・シャープ（Bartholomew Sharp、1650年 - 1702年10月29日）は、イングランドのバッカニア（海賊）、私掠船乗り。パナマのスペイン植民地を荒し、拿捕したトリニティ号を旗艦とした。

## 略歴

### パナマの攻撃
シャープは1650年頃に英国で生まれ、第三次英蘭戦争で私掠船乗りとして活動した。シャープの海賊行為についてはバジル・リングローズという教養のある乗組員が書き残している。
1680年1月、ジャマイカのポートモラントから海賊の太平洋遠征隊が出航した。これらの遠征隊にはシャープのほかにジョン・コクソンやウィリアム・ダンピアのようなバッカニア、外科医のライオネル・ウェーファーらが含まれていた。一味はポルトベロの町を奇襲し、掠奪によって1人当たり100ピース・オブ・エイト（スペイン銀貨）の分け前を得た。その後ボカス・デル・トロで傾船修理と水の補給を行い、当地でリチャード・ソーキンスおよびピーター・ハリスの分遣隊と合流した。4月、一味はダリエン地峡に上陸し、途中で小さな町を掠奪しながら太平洋岸を目指して行進した。
太平洋岸に到着した一味は2隻のスペイン船を拿捕して乗っ取った。一味はそのままパナマへ針路を取り、海賊を迎え撃つために出港してきた3隻のスペイン軍艦と戦闘になった。一味は乱戦ののちにこれらの軍艦を乗っ取り、さらには碇泊していた大型軍艦ラ・サンティッシマ・トリニダード号をも拿捕してしまった。トリニダード号は海賊たちの旗艦となり、名前も英国風にトリニティ号と改名された。こうして大きな戦果をあげた一味であったが、いさかいが元でコクソンが離脱した。

### 船長として
コクソンらが去った後、一味は人望の厚かったソーキンスを指揮官に任命した。そして新たな獲物を求めてパナマ湾を出港したが、5月22日、ソーキンスがプエブラ・ヌエバの町を攻撃している最中に殺されてしまった。後を継いだシャープは南アメリカを回航することを決め、サン・フランシスコ岬を南に向かってアメリカを目指した。途中グアヤキル沖で船を拿捕し、ラ・セレーナの町を掠奪して火を放った。クリスマス頃、ファン・フェルナンデス諸島においてシャープは解任され、かわりにジョン・ウォトリングが船長となった。一味はアメリカ海岸のスペイン人が銀の集積地に使っていた町を攻撃したが、ウォトリングを含む多数の死者を出し、これは失敗に終わった。再びシャープが指揮を執ることになり、一味は撤退し、3か月もの間海岸近くを行ったり来たりしながら集落から物資を奪った。1681年4月17日、トリニティ号内でシャープに対して不信任の投票が行われ、船長の座は維持したものの約50人が船を去ることになった。これにはダンピアやウェーファーが含まれていた。
7月8日、商船サン・ペドロ号を拿捕し、大量の物資のほかに37,000枚もの8レアル銀貨を掠奪した。さらに3週間後、エル・サント・ロサリオ号を戦闘の末に拿捕し、大量の積荷と貨幣、銀の延べ棒を掠奪した。この船には太平洋の海岸線に沿ってある全ての港や停泊地に関する海図が積まれており、これは海賊行為に大いに役立ったとされる。一味はマゼラン海峡を目指したが、10月ごろに強風にぶつかって意図せず大きく南下し、ホーン岬を回航することになってしまった。同年のクリマスマスごろまでにはリオ・デ・ジャネイロの緯度まで北上した。
1682年1月30日、一味はアンティグアに到着したが、島のコドリントン総督は一味の入港を拒否してしまった。そこで一味は7人の仲間にトリニティ号を与え、あとの者たちは2隻の船で直接イギリスに帰郷することにした。彼らがダートマスに到着したのは3月26日のことであった。

### その後
ロンドンのスペイン大使は一味の帰郷を知ると彼らを裁判にかけるべきだと抗議した。さらにシャープ一味に関する通報が相次ぎ、おまけにシャープ本人が自身の海賊行為を自慢しまくっているという有様だった。そのため5月18日、海軍本部はシャープほか2人の逮捕状を出し、まもなく3人はマーシャルシー監獄に送られた。ところがシャープがエル・サント・ロサリオ号から奪った海図が国王チャールズ2世に供されたことにより、あらゆる裏取引が行われた結果シャープたちは無罪放免となった。スペイン大使は激怒してチャールズ2世に抗議したが、王は法には干渉しないと突っぱねられた。
海図を献呈したことによりシャープはイギリス海軍の大佐に任命されたが、結局軍務に就くことはなくカリブ海に戻り、バミューダ総督のもとで海賊対策の仕事をした。しかしやがて元の稼業に戻り、カンペチェで海賊行為を働いたかどで投獄されてしまった。これは証拠不十分で釈放されたが、その後軽犯罪でヴァージン諸島フォート・クリスチャンの監獄に収容され、1702年10月29日に死んだとされる。

## 影響
- 18世紀の大海賊バーソロミュー・ロバーツはシャープにちなんでバーソロミューの偽名を名乗っていたとされる。
- シャープが拿捕したエル・サント・ロサリオ号の積荷で、錫と思われて投棄した塊は実は銀であったと思われる。ある乗組員が弾丸を鋳造しようと取っておいた一つの塊を、後に宝石商が鑑定した結果銀だと判明したのであった。これらは799個あり、全部で15万ポンドもの値打ちがあったとされる[16]。